# SpaceX Crew-1
L'SpaceX Crew-1 (també conegut com a USCV-1 o simplement Crew-1) fou el primer vol operatiu amb tripulació d'una nau espacial SpaceX Dragon 2. També fou el primer llançament nocturn amb tripulació dels Estats Units des de la STS-130 el febrer de 2010. La nau Crew Dragon Resilience es va llançar el 16 de novembre de 2020 a les 00:27:17 UTC  amb un Falcon 9 des del centre espacial John F. Kennedy, amb els astronautes de la NASA Michael Hopkins, Victor Glover i Shannon Walker juntament amb l'astronauta de JAXA Soichi Noguchi, tots membres de la tripulació de l'Expedició 64. La missió és el segon vol orbital amb tripulació de la Crew Dragon.
La SpaceX Crew-1 fou la primera missió operativa a l'Estació Espacial Internacional del Programa de Tripulació Comercial. Originalment designada «USCV-1» per la NASA el 2012, la data de llançament es va endarrerir diverses vegades a partir de la data original de novembre de 2016. La missió s'espera que duri 180 dies, és a dir, el vol tornarà a la Terra pels vols del maig de 2021. S’espera que torni a la Terra finalitzant amb un amaratge per reutilitzar la nau en una altra missió futura.

## Tripulació
Els astronautes de la NASA Michael S. Hopkins i Victor J. Glover es van anunciar com a tripulants el 3 d'agost de 2018. L'astronauta de la JAXA Soichi Noguchi i el tercer astronauta de la NASA, Shannon Walker es van afegir a la tripulació el 31 de març de 2020.
| Posició        | Astronauta                                               | Astronauta                                               |
| -------------- | -------------------------------------------------------- | -------------------------------------------------------- |
| Comandant      | Michael S. Hopkins, NASA Expedició 64 Segon vol espacial | Michael S. Hopkins, NASA Expedició 64 Segon vol espacial |
| Pilot          | Victor J. Glover, NASA Expedició 64 Primer vol espacial  | Victor J. Glover, NASA Expedició 64 Primer vol espacial  |
| Especialista 1 | Soichi Noguchi, JAXA Expedició 64 Tercer vol espacial    | Soichi Noguchi, JAXA Expedició 64 Tercer vol espacial    |
| Especialista 2 | Shannon Walker, NASA Expedició 64 Segon vol espacial     | Shannon Walker, NASA Expedició 64 Segon vol espacial     |

### Tripulació de reserva
| Posició        | Astronauta              | Astronauta              |
| -------------- | ----------------------- | ----------------------- |
| Comandant      | Kjell N. Lindgren, NASA | Kjell N. Lindgren, NASA |
| Especialista 1 | Koichi Wakata, JAXA     | Koichi Wakata, JAXA     |

## Missió

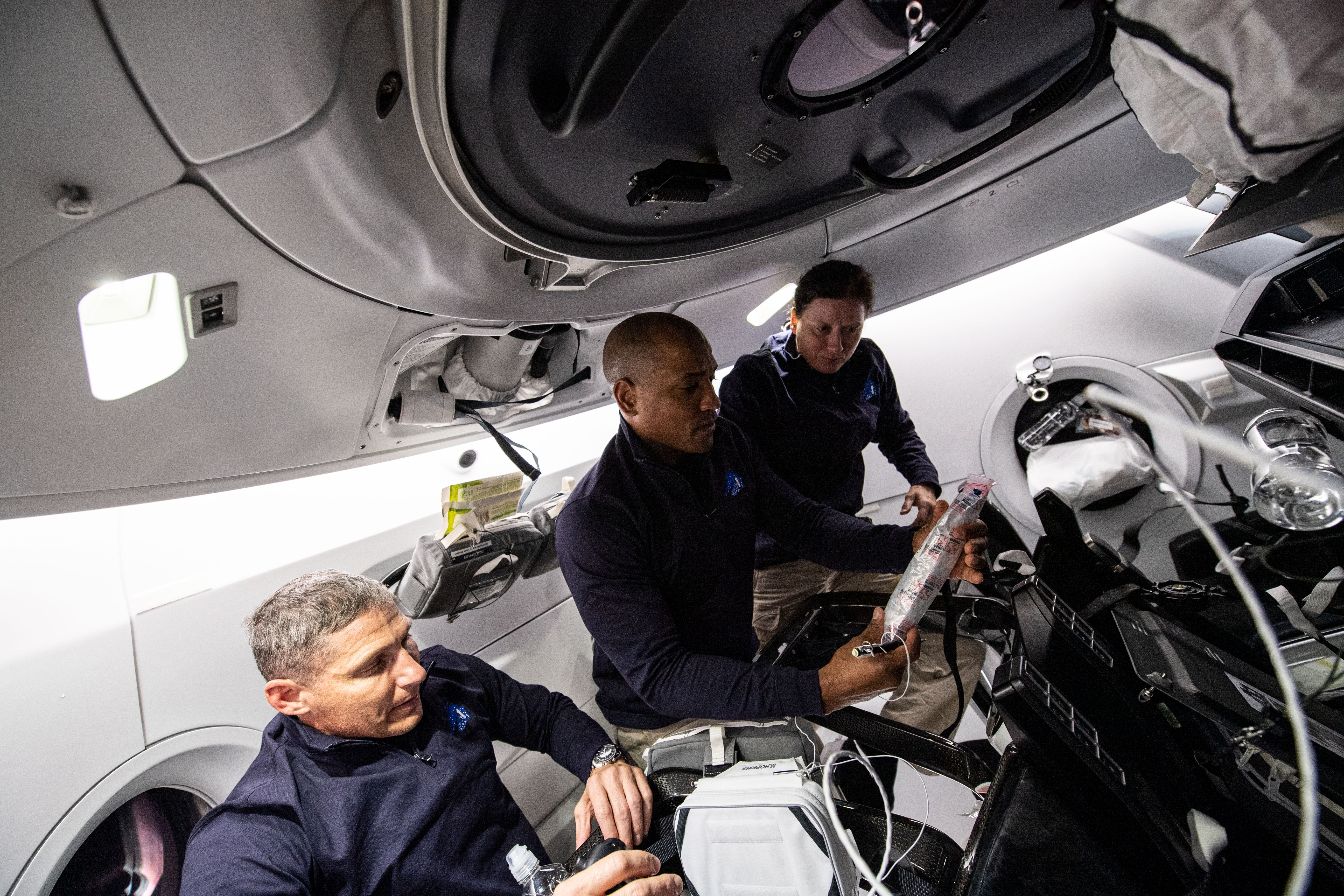
La tripulació a l'interior de la càpsula durant el procés d'encontre espacial

El 15 de novembre de 2020 es van completar els preparatius finals previs al llançament. L'escotilla de la Crew Dragon Resilience es va tancar a les 22:32 UTC, però es va reobrir breument després que es notés una lleugera caiguda de pressió. La resolució del problema al voltant del segellat de l'escotilla va portar al descobriment d'una petita quantitat de restes d'objectes estranys (FOD) al segell. L'escotilla es va tancar i els controladors de la missió van continuar amb el compte enrere. No es van notificar més problemes i, el 16 de novembre de 2020 a les 00:27:17 UTC, la nau es va enlairar amb èxit. Els astronautes van entrar en òrbita estable al cap d'uns nou minuts. Per a aquesta missió, la tripulació havia escollit una joguina de peluix, el «Baby Yoda» de The Mandalorian com a indicador de gravetat zero. La tripulació va ser despertada en el segon dia del vol amb la cançó de Phil Collins In the Air Tonight.
La Resillience es va acoblar a l'adaptador d'acoblament internacional (IDA) del mòdul Harmony el 17 de novembre de 2020 a les 04:01 UTC. Durant la missió, els quatre astronautes van viure i treballà al costat dels tres astronautes de la missió Soiuz MS-17. Juntes, les dues missions formen l'Expedició 64. Suposant que es compleixi el calendari regular de rotació de la tripulació de l'EEI, la tripulació es traslladarà a l'Expedició 65 després de la sortida del Soiuz MS-17.
El 5 d'abril de 2021, els astronautes de la Crew-1 van traslladar la nau des de la proa del Harmony al port zenit del mateix mòdul mitjançant l'ús dels propulsors Draco muntats al costat de la Dragon Resilience, per donar pas a l'arribada i l'acoblament de la nau espacial SpaceX Crew-2 llançada el 23 d'abril de 2021.
A les 00:35 GMT del 2 de maig de 2021 la càpsula Crew Dragon es va desacoblar de l'EEI i va amarar a primera hora del diumenge 2 de maig de 2021 davant les costes de Florida. Després d'un vol de sis hores i mitja des de l'Estació Espacial Internacional (EEI), la càpsula va amarar a les 2h 56' (6:56 GMT) al golf de Mèxic davant les costes de Panama City, al sud-est dels Estats Units. Va ser el primer amaratge nocturn de la NASA des de l'Apollo 8 a l'Oceà Pacífic el 27 de desembre de 1968
La Resilience, amb 160 dies, va batre el rècord d'estada a l'espai d'una nau espacial tripulada construïda als Estats Units, establert per la missió Skylab 4 el 1974 (84 dies).